# Olivella mutica
Olivella mutica är en snäckart som först beskrevs av Thomas Say 1822.  Olivella mutica ingår i släktet Olivella och familjen Olividae. Inga underarter finns listade i Catalogue of Life.